# Club Deportivo Armenio
El Club Deportivo Armenio és un club de futbol argentí de la ciutat d'Ingeniero Maschwitz.

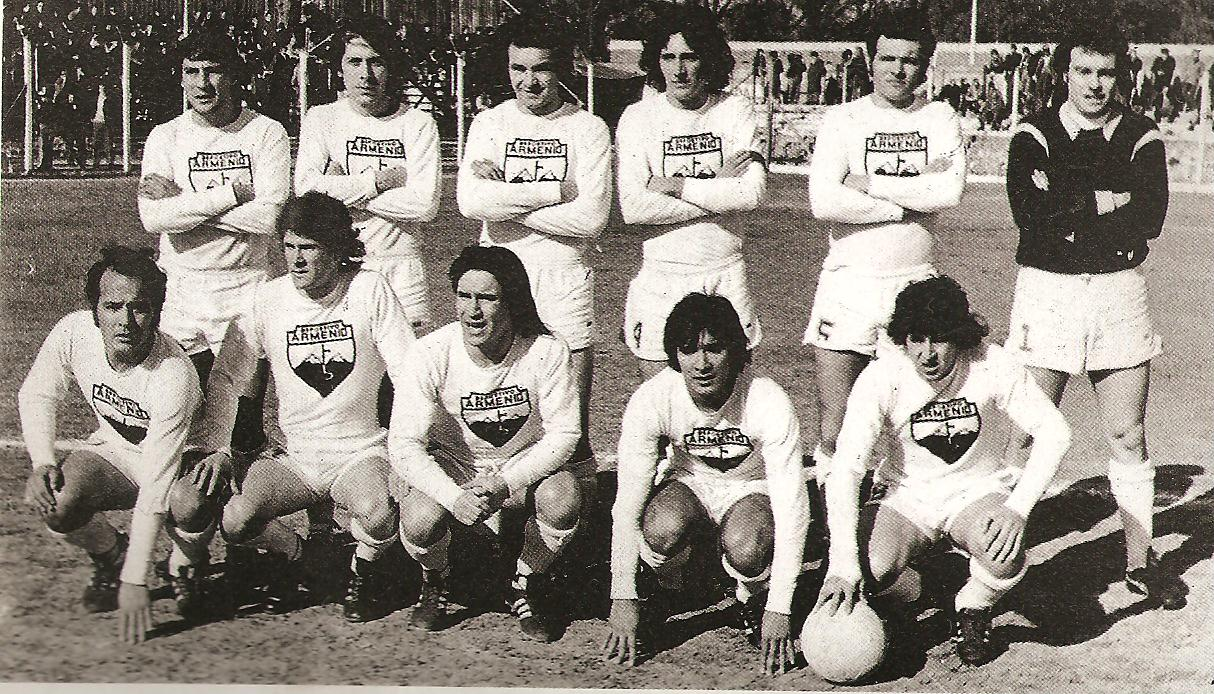
Equip campió el 1976 de Primera C.

El club va néixer el 1962 amb el nom Club Armenio de Fútbol per membres de la comunitat armènia a l'Argentina. Canvià el nom a l'actual el 1968.

## Palmarès
- Primera B Nacional (1): 1986-87
- Primera C (1): 1976
- Primera D (1): 1972